# David Octavius Hill
Pour les articles homonymes, voir David Hill (homonymie) et Hill.
David Octavius Hill, né le 20 mai 1802 et mort le 17 mai 1870, est un peintre et photographe écossais ; il a fondé avec Robert Adamson le premier studio photographique d'Écosse, Hill & Adamson, où ils ont réalisé de remarquables photographies avec le procédé du calotype.

## Biographie

### Jeunesse et formation
David Octavius Hill est né le 20 mai 1802 à Perth en Écosse ; son père, libraire et éditeur, est l'un des soutiens de l'Académie de Perth (en), une école secondaire de la ville, et David y effectue ses études, tout comme ses frères. Quand son frère aîné Alexander est engagé chez l'éditeur Blackwood's à Édimbourg, Hill le rejoint et étudie à la School of Design. Il s'y forme à la peinture et à la lithographie ; il publie en 1821 chez son père à Perth Sketches of Scenery in Perthshire drawn from nature and on stone, un album de vues lithographiées. Il reçoit des commandes d'illustration de livres, pour des éditions de Walter Scott et Robert Burns, ou en 1832 pour The Glasgow and Garnkirk Railway Prospectus.

### À Édimbourg
Ses peintures de paysages sont exposées à la Royal Institution for the Encouragement of the Fine Arts in Scotland, à Édimbourg ; en 1829, il fait partie avec Henry Cockburn et d'autres artistes du groupe qui crée la Royal Scottish Academy.
Dans les années 1830, il est répertorié comme vivant au 24 Queen Street, dans la New Town, un quartier du centre historique d'Édimbourg . En 1836, la Royal Scottish Academy commence à lui verser un salaire en tant que secrétaire. Il épouse Ann Macdonald en 1837 ; ils ont une fille, Charlotte. Son épouse Ann meurt le 5 octobre 1841, à l'âge de 36 ans.
David Octavius Hill continue à produire des illustrations (en 1840 il illustre de 61 gravures sur acier The Land of Burns, ouvragesur la vie et l'œuvre du poète écossais Robert Burns) et à peindre des paysages sur commande ; il s'installe au 28 Inverleith Row dans la banlieue nord d'Édimbourg.

### Hill & Adamson
En 1843, Hill souhaite peindre un tableau commémoratif de la réunion fondatrice de l'Église libre d'Écosse, une branche de l'Église presbytérienne écossaise, fondée le 18 mai 1843 lors du schisme avec l'Église d'Écosse : il veut réaliser un portrait de groupe de l'ensemble des 474 membres du clergé qui ont signé la déclaration. Il consulte le physicien David Brewster, qui lui suggére de s'associer avec le chimiste Robert Adamson et d'utiliser la nouvelle technique de la photographie pour préparer ces portraits ; Hill et Adamson utilisent pour ce faire le procédé du calotype mis au point par William Henry Fox Talbot (épreuves au sel réalisées à partir de négatifs sur papier).

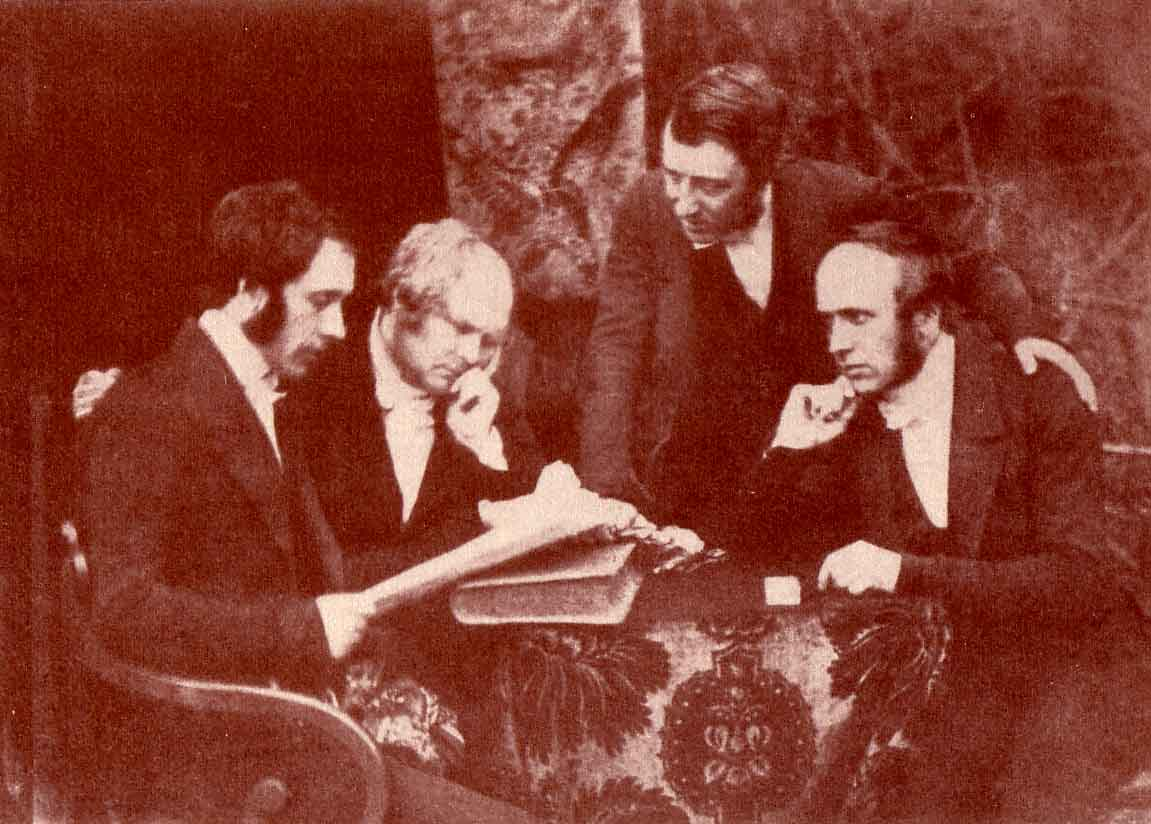
Une des photographies prises par Robert Adamson et David Octavius Hill pour la préparation du tableau sur le schisme de 1843 peint par Hill.

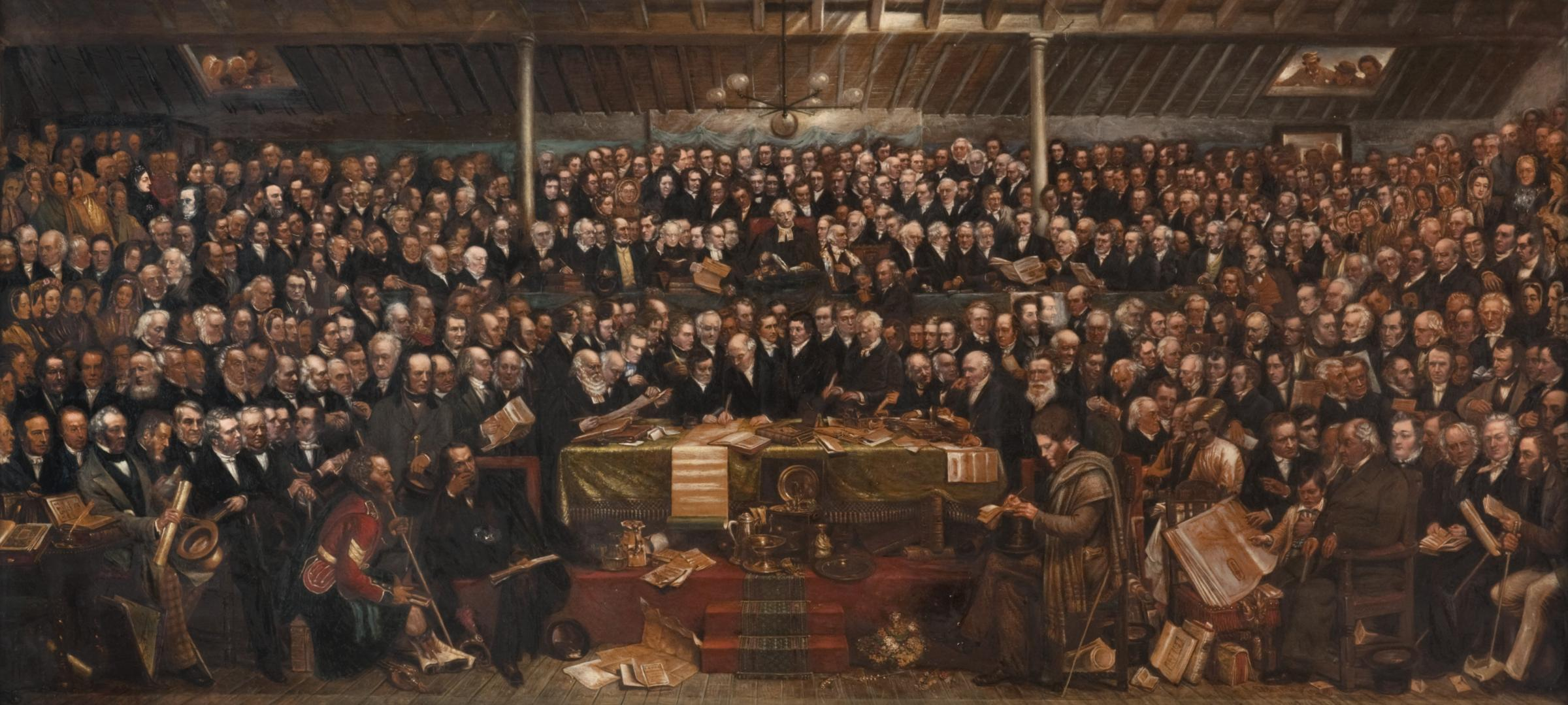
Le tableau de David Octavius Hill représentant le schisme de 1843 qui a formé l'Église libre d'Écosse.

De 1843 à 1847, David Octavius Hill et Robert Adamson dirigent à Édimbourg le studio photographique Hill & Adamson, situé sur la colline de Calton ; Adamson y est davantage responsable de la partie technique, tandis que Hill s'occupe de la structure et de la composition des photographies. Le studio réalise environ 3000 calotypes : portraits de personnalités écossaises, paysages d'Édimbourg et de la région côtière du Fife, scènes de rue, scènes de la vie des ouvriers écossais et des pêcheurs du quartier de Newhaven,,.
La première photographie « sportive » est celle de Mr. Laine ou Laing en tennisman
Adamson meurt prématurément en 1848. Hill ne continue à diriger le studio que pendant quelques mois.

### Dernières années
David Octavius Hill revient à la peinture ; il n'utilise la photographie que comme outil pour ses peintures.
En 1862, il se remarie avec la sculptrice Amelia Robertson Paton, de 20 ans sa cadette. Il reprend la photographie à cette époque, mais les résultats sont plus statiques et moins réussis que lors de sa collaboration avec Adamson.
En 1866, il termine le tableau sur le schisme de 1843 (Disruption), de 152 cm sur 345 cm ; l'œuvre reçoit un accueil favorable, bien que de nombreux participants soient décédés à ce moment-là. Le photographe F. C. Annan réalise des fac-similés réduits du tableau pour les vendre aux membres de l'Église libre ; un groupe de souscripteurs recueille 1200 livres sterling et achète le tableau pour l'église ; il est conservé au Presbytery Hall d'Édimbourg.
En 1869, la maladie contraint Hill à abandonner son poste de secrétaire de la Royal Scottish Academy. Il meurt le 17 mai 1870 et est enterré au Dean Cemetery (en) d'Édimbourg ; son épouse réalise un buste de bronze à son effigie, qu'elle fait placer sur sa tombe.

## Commémoration
La Deutsche Fotografische Akademie (de) décerne en son honneur chaque année depuis 1955 la médaille David-Octavius-Hill.

## Expositions

### Sur David Octavius Hill
- 11 mai - 5 juin 1954 : David Octavius Hill, Hunterian Museum and Art Gallery, Glasgow.

### Sur Hill & Adamson
- 9 septembre - 19 octobre 1941 : Photographs by David Octavius Hill and Robert Adamson, Museum of Modern Art (MoMA), New York[9].
- 16 mars - 14 avril 1963 : David Octavius Hill, Robert Adamson : Inkunabeln der Photographie, Musée Folkwang, Essen.
- 2 - 31 mai 1970 : A centenary exhibition of the work of David Octavius Hill, 1802-1870, and Robert Adamson, 1821-1848, Scottish arts council, Edimbourg[4]

puis 13 - 27 juin 1970 : City art gallery, Perth.
- 15 mai - 21 juin 1987 : The photographs of David Octavius Hill and Robert Adamson, Mendel art gallery, Saskatoon

puis 29 août - 15 octobre 1987 : Edmonton art gallery, Edmonton ; 5 novembre - 20 décembre 1987 : Art gallery of greater Victoria, Victoria.
- 21 novembre 1991 - 18 janvier 1992 : Hill and Adamson's the fishermen and women of the Firth of Forth, Scottish National Portrait Gallery, Edimbourg.

## Galerie

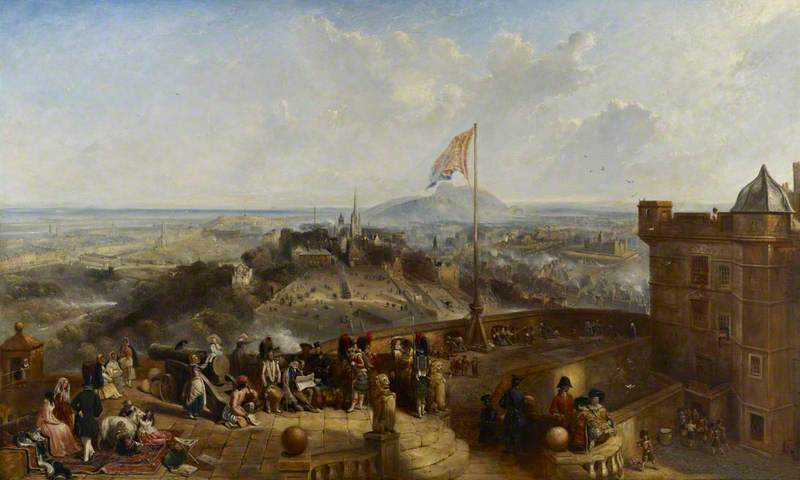
Edinburgh Old and New, huile sur bois, National Galleries of Scotland, Édimbourg.
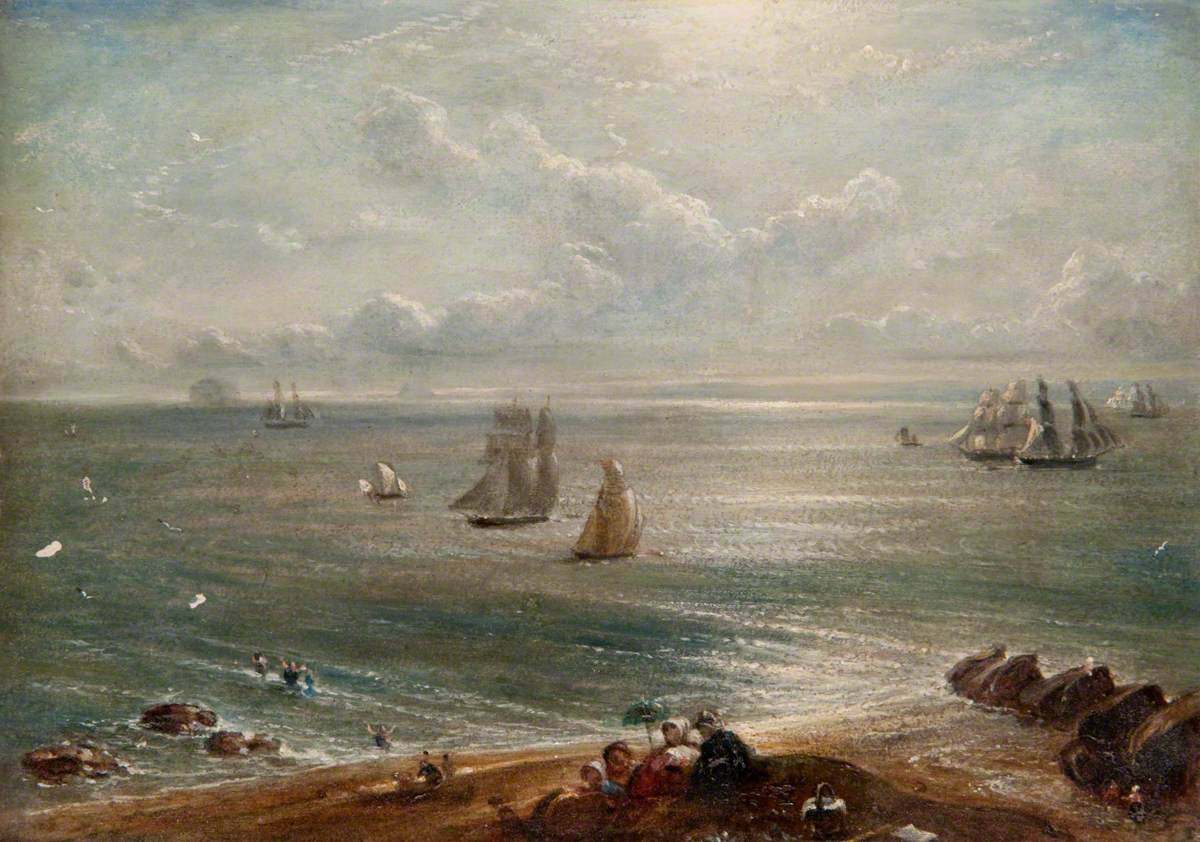
The Firth of Forth, huile sur bois et papier, Hunterian Museum and Art Gallery, Glasgow.
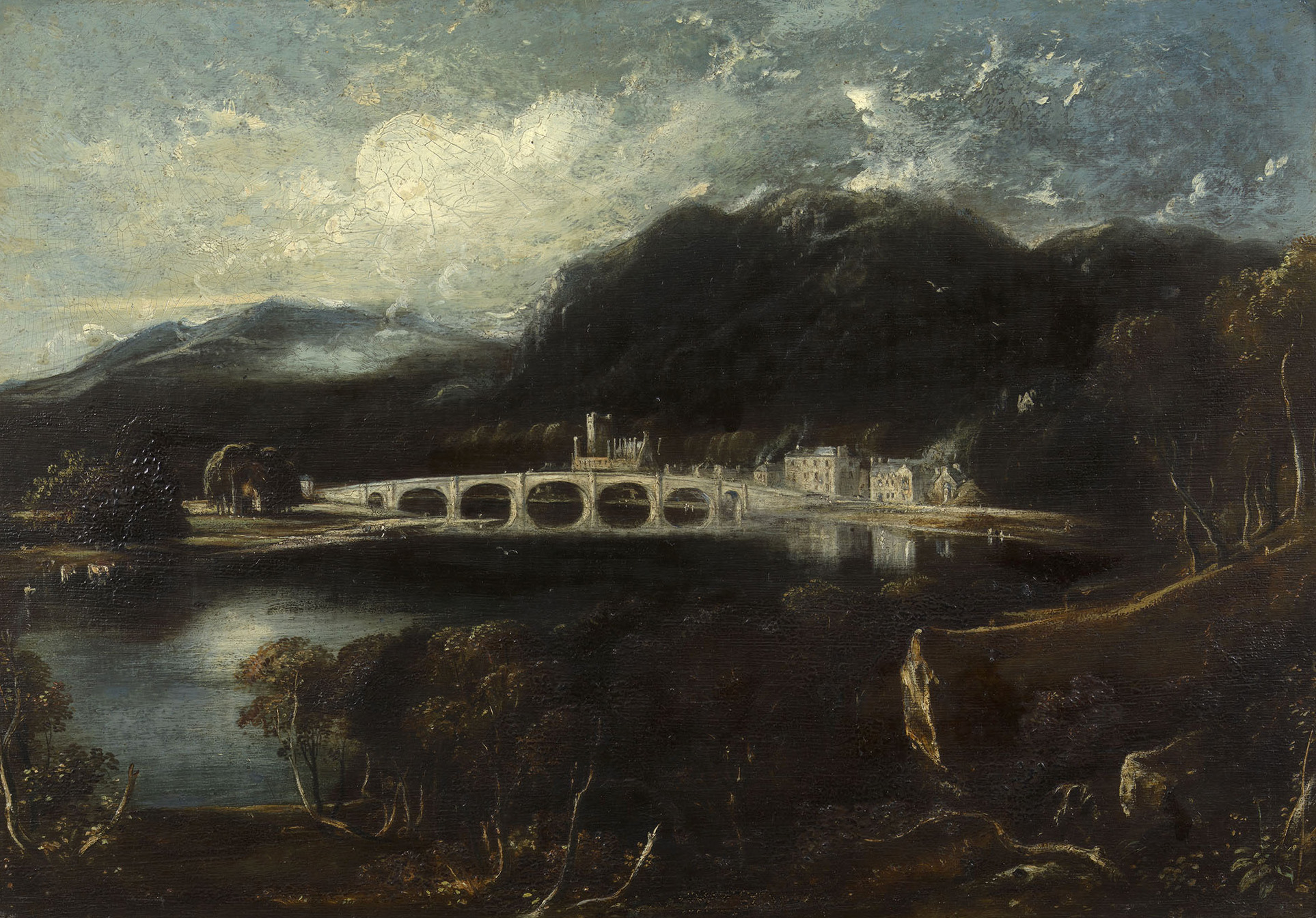
Vue de Dunkeld, entre 1840 et 1844, Royal Collection.
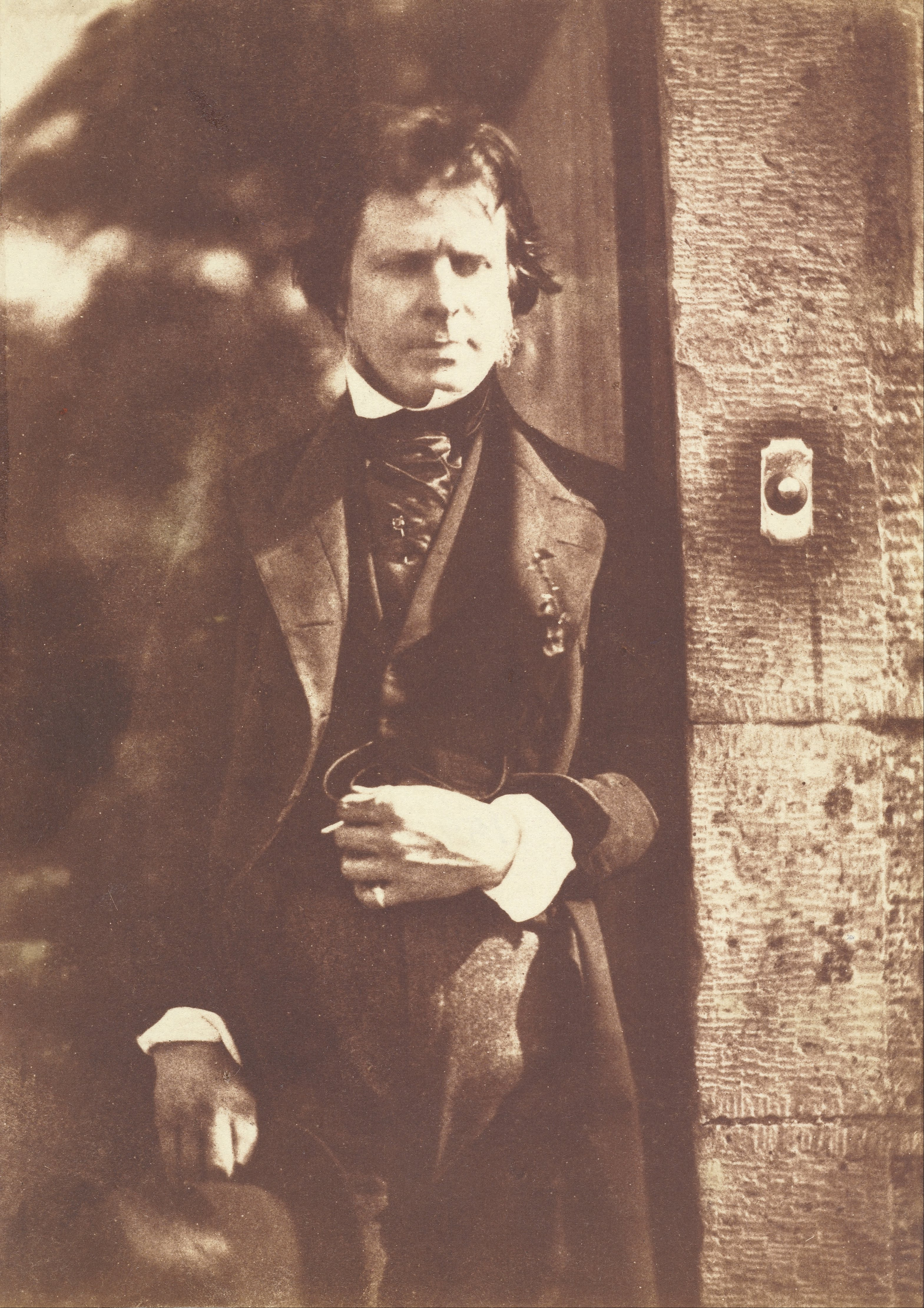
Photographie de David Octavius Hill, entre 1843 et 1847.
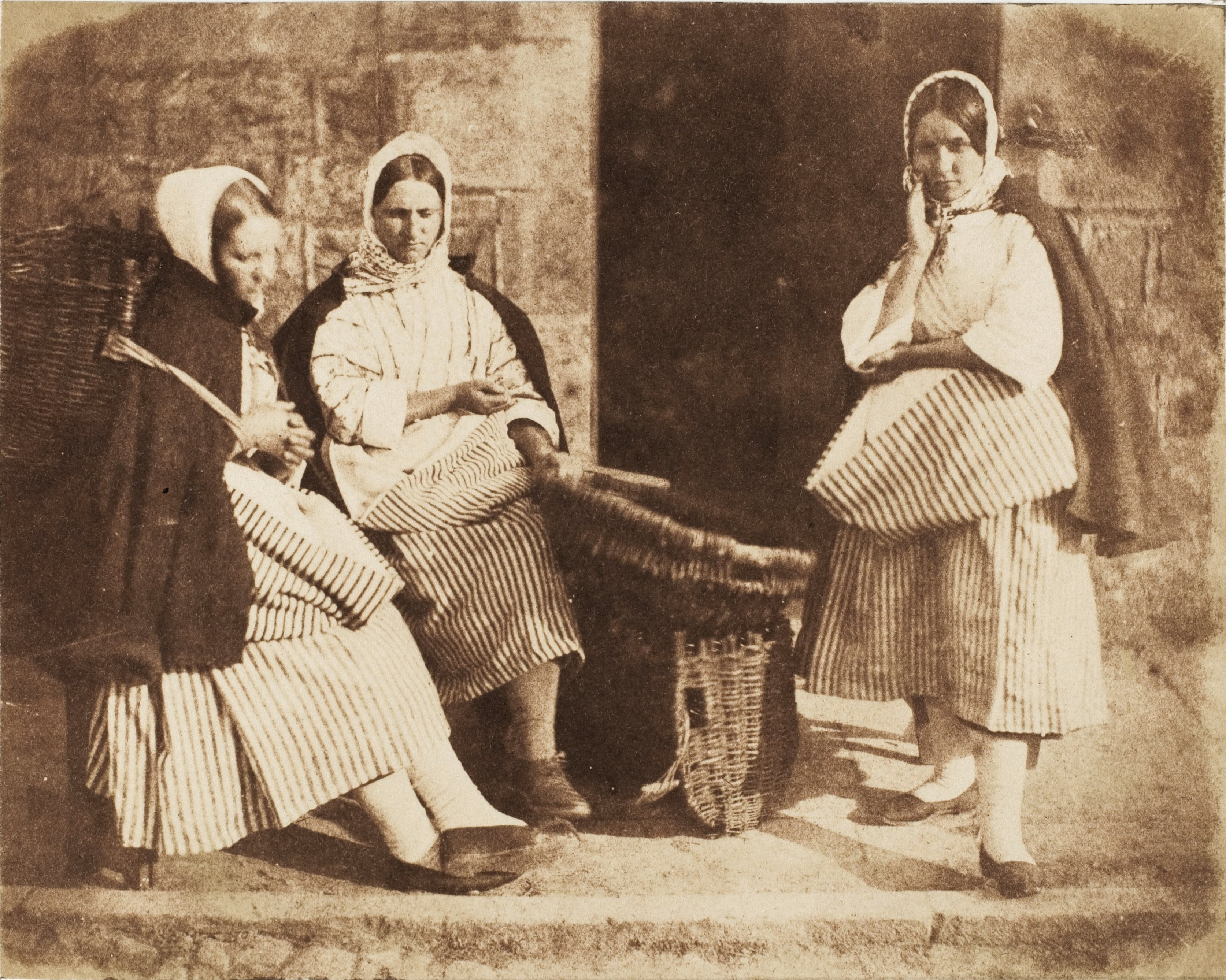
Robert Adamson et David Octavius Hill, Pêcheuses de Newhaven, photographie, 1843-1847.
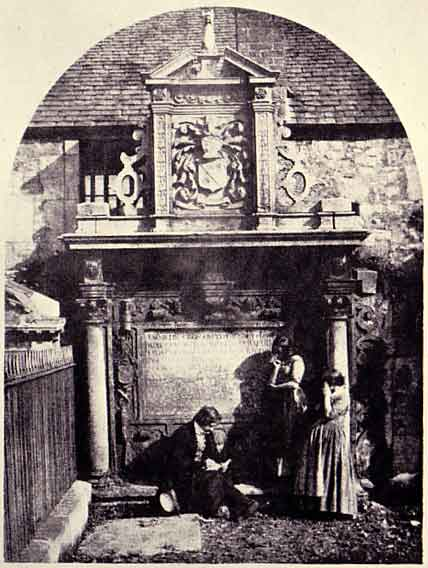
Robert Adamson, photographie représentant David Octavius Hill dessinant au cimetière Greyfriars Kirkyard à Édimbourg.
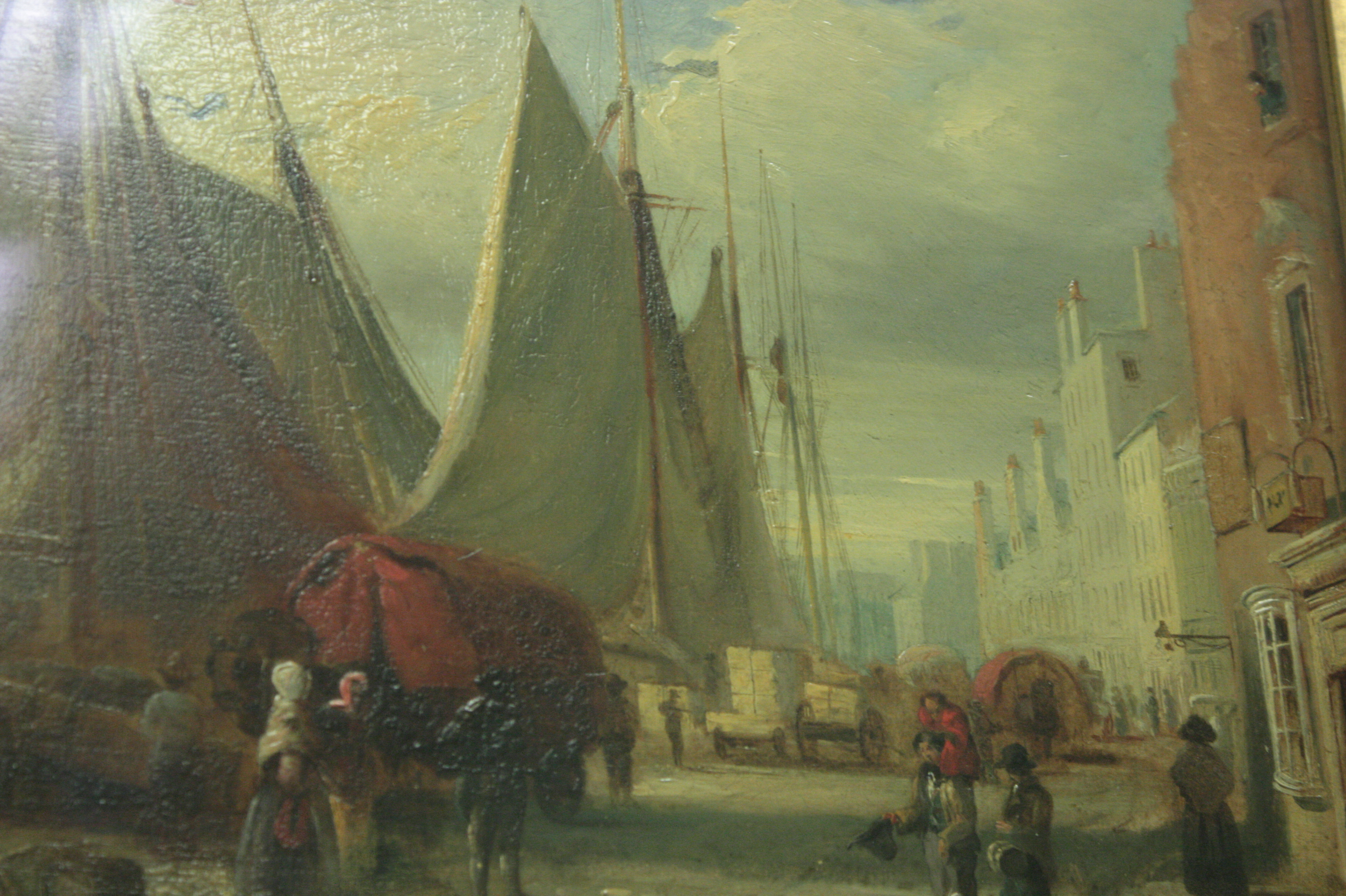
David Octavius Hill, L'embarcadère de Leith, tableau, vers 1860.
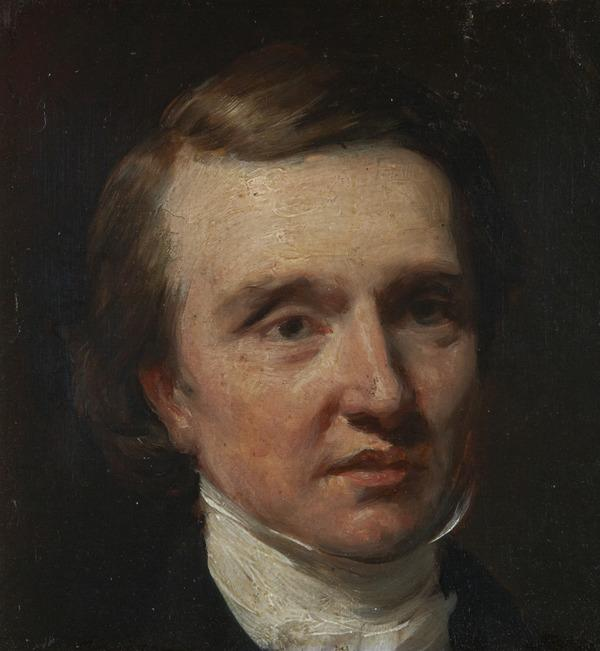
Détail du tableau The Disruption of the Church of Scotland 1843, huile sur toile, 1866, National Galleries of Scotland, Édimbourg.
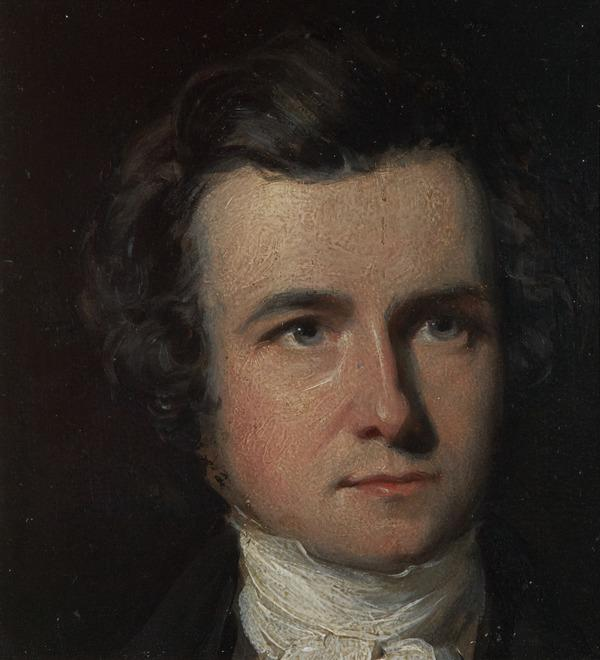
Détail du tableau The Disruption of the Church of Scotland 1843, huile sur toile, 1866, National Galleries of Scotland, Édimbourg.
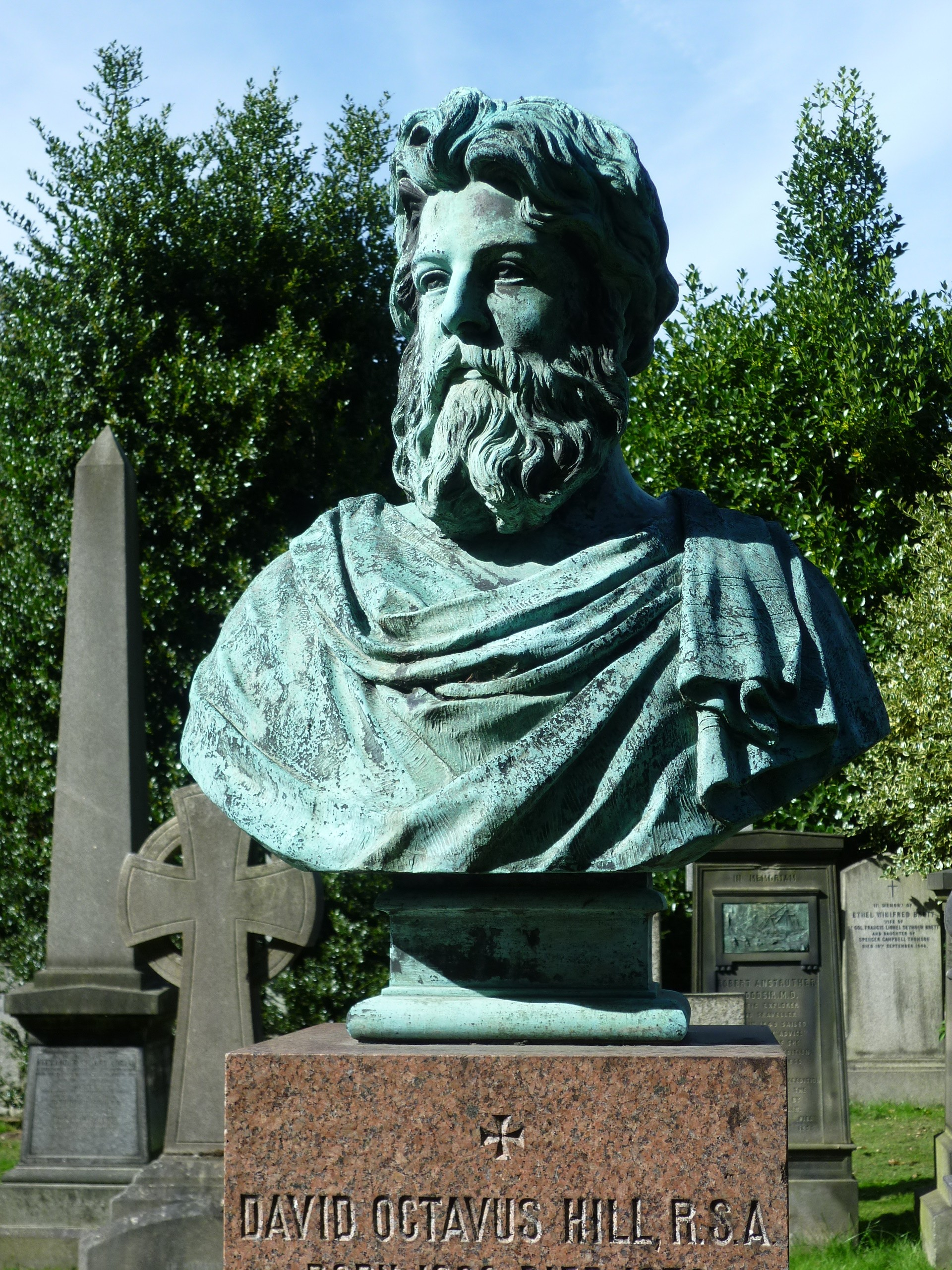
Amelia Robertson Paton, buste de David Octavius Hill sur sa tombe.